# Parafia Wniebowstąpienia Pańskiego w Krakowie

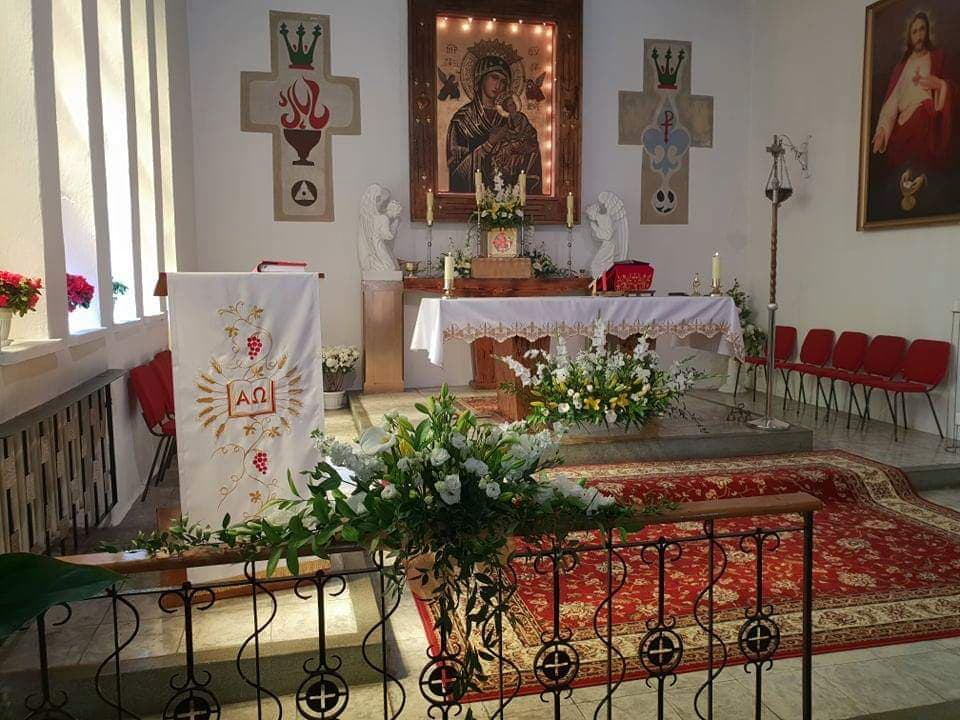
Prezbiterium i ołtarz w kaplicy parafialnej

Parafia Wniebowstąpienia Pańskiego w Krakowie – jedna z dwóch krakowskich parafii Kościoła Polskokatolickiego w RP, położona w dekanacie krakowskim diecezji krakowsko-częstochowskiej. Nabożeństwa w kaplicy parafialnej sprawowane są w każdą niedzielę i święto o 11:00.
W Krakowie przy ul. Miechowity 19 znajduje się druga parafia polskokatolicka pw. Wniebowzięcia Najświętszej Maryi Panny w Krakowie.

## Historia parafii i polskokatolicyzmu w Krakowie
Polskokatolicy pojawili się na ziemiach polskich jako reemigranci z USA, gdzie należeli do Polskiego Narodowego Kościoła Katolickiego (PNKK). Od 1920 ośrodkiem organizującego się Kościoła stał się Kraków, z którego akcję propagandową rozszerzono na całą Polskę. Akcję łączono z rozdawaniem wśród biednych ludzi darów zebranych przez parafie oraz Polską Narodową „Spójnię” w Ameryce.
Misja pierwszej delegacji PNKK skończyła się w marcu 1921. Dalszą działalność misyjną miał prowadzić ks. dr Antoni Paszek z Zabierzowa, którego przyjął do Kościoła narodowego – w 1920 – bp Franciszek Hodur. Zalecono mu wystąpienie do Ministerstwa Wyznań Religijnych i Oświecenia Publicznego z wnioskiem o legalizację Kościoła, gdyż podstawową trudność stanowił brak podstaw prawnych do legalnego funkcjonowania. Kolejne wnioski o legalizację wspólnoty były jednak odrzucane i do II wojny światowej nie przyniosły żadnego pozytywnego skutku. W 1922 do Krakowa przybył bp elekt Franciszek Bończak – to on miał teraz administrować całą wspólnotą misyjną. Dla propagowania ideologii Kościoła założył w 1923 organ prasowy pt. „Polska Odrodzona”. Zorganizował też Wyższe Seminarium Duchowne w Krakowie, które miało zapewnić Kościołowi nowych duszpasterzy. Udało się także zorganizować w budynku przy ul. Łagiewnickiej 54, zakupionym za pieniądze funduszu misyjnego PNKK parafię Zmartwychwstania Pańskiego, która będzie od tego momentu (do 1951) pełniła formę parafii katedralnej diecezji polskiej PNKK.
Parafia polskokatolicka Wniebowstąpienia Pańskiego w Krakowie swoją genezą sięga 1927, gdy przy ul. Friedleina 8 swoją kaplicę założył ks. dr Antoni Ptaszek. Był to pierwszy kapłan, który po wystąpieniu z Kościoła rzymskokatolickiego nawiązał współpracę z Polskim Narodowym Kościołem Katolickim (PNKK). Wydalony później z PNKK założył „Stowarzyszenie Gminy Starokatolickiej w Krakowie”, która liczyła nawet 4000 wiernych. Po śmierci ks. Ptaszka w 1951 jego gmina wyznaniowa połączyła się z Kościołem Polskokatolickim.
Prawne włączenie parafii do struktury Polskiego Narodowego Kościoła Katolickiego nastąpiło dopiero w 1959, jej pierwszym polskokatolickim proboszczem został ks. Zygmunt Pinkowski, przez kilka lat duszpasterzowali tutaj ks. Tadeusz Majewski i ks. Benedykt Sęk. W latach 60. XX w. udało się jeszcze zorganizować parafię Wniebowzięcia Najświętszej Maryi Panny (początkowo przy ul. Mikołaja Kopernika 13, później przy ul. Bosackiej, obecnie przy ul. Macieja Miechowity 19) oraz kaplicę w Nowej Hucie.
29 marca 2005 Rada Synodalna Kościoła powierzyła bp Jerzemu Szotmillerowi pełnienie obowiązku kierowania diecezją krakowsko-częstochowską. W tym samym czasie zlikwidowano parafię Zmartwychwstania Pańskiego w Krakowie, a budynek kościelny sprzedano.

## Wszystkie miejsca związane z Kościołem Polskokatolickim w Krakowie
| Miejsce                                                        | Adres                                         | Status       | Uwagi                                                                                                  |
| -------------------------------------------------------------- | --------------------------------------------- | ------------ | --- |
| Parafia Wniebowstąpienia Pańskiego w Krakowie                  | ul. Józefa Friedleina 8, 30-416 Kraków        | istnieje     | Proboszcz parafii: ks. Bartosz Norman Nabożeństwo: niedziela 11:00                                     |
| Parafia Wniebowzięcia Najświętszej Maryi Panny w Krakowie      | ul. Macieja Miechowity 19, 31-475 Kraków      | istnieje     | Proboszcz parafii: ks. dziek. mgr Piotr Własinowicz Nabożeństwo: niedziela 10.00, środa: 18.00         |
| Parafia Zmartwychwstania Pańskiego w Krakowie                  | ul. Łagiewnicka 54, 30-417 Kraków             | nie istnieje | Zniesiona w 2005, świątynia przeznaczona na cele gospodarcze.                                          |
| Kaplica w Nowej Hucie                                          | Kraków-Nowa Huta                              | nie istnieje | Filiał parafii Wniebowstąpienia Pańskiego w Krakowie (ks. Roman Krause), likwidacja w latach 60. XX w. |
| Kuria Biskupia Polskiego Narodowego Kościoła Katolickiego      | ul. bpa Franciszka Hodura 2 30-416 Kraków     | nie istnieje | Obecnie budynek mieszkalny, będący własnością Kościoła Polskokatolickiego.                             |
| Seminarium Duchowne Polskiego Narodowego Kościoła Katolickiego | ul. Antoniego Madalińskiego 10, 30-303 Kraków | nie istnieje | Przychodnia Lekarzy Specjalistów NFZ.                                                                  |
| Ulica Biskupa Franciszka Hodura                                | Kraków-Podgórze                               | istnieje     | W okresie od 1919 do lat 70. XX w. ulica nosiła nazwę Czarnej.                                         |